# Parità (fisica)
In fisica, per parità si intende la proprietà di un fenomeno di ripetersi immutato dopo un'inversione delle coordinate spaziali.
Quando ciò avviene si dice che la parità si conserva, non si conserva in caso contrario. Quest'ultima possibilità fu a lungo trascurata poiché dalla meccanica classica si pensava che tutte le forze fondamentali conservassero la parità. In realtà essa si conserva per l'elettromagnetismo, l'interazione gravitazionale e l'interazione forte, ma non per le interazioni deboli.

## Descrizione geometrica
Un'inversione (o trasformazione) di parità vuol dire cambiare di segno simultaneamente alle tre coordinate spaziali:
{\displaystyle P:{\begin{pmatrix}x\\y\\z\end{pmatrix}}\mapsto {\begin{pmatrix}-x\\-y\\-z\end{pmatrix}}}
Una rappresentazione tramite matrice 3×3 di P avrà determinante uguale a -1, e dunque non si può ridurre ad una rotazione. Nel piano un'inversione delle coordinate non equivale ad una trasformazione di parità, ma corrisponde ad una rotazione di 180°. Infatti il determinante della matrice P dev'essere -1, cosa che non accade per una rotazione in 2-D. In tal caso una trasformazione di parità scambia il segno di x o y, non entrambi.

## Effetto dell'inversione delle coordinate spaziali in alcune grandezze della fisica classica

### Conservano
Alcune grandezze classiche che sono invarianti per inversione delle coordinate spaziali:
{\displaystyle \ t}, l'istante di tempo in cui un evento avviene
{\displaystyle E}, l'energia di una particella
{\displaystyle P}, la potenza
{\displaystyle \mathbf {L} }, il momento angolare della particella
{\displaystyle \mathbf {S} }, lo spin della particella
{\displaystyle \rho }, la densità di carica elettrica
{\displaystyle V}, il potenziale elettrico
{\displaystyle \mathbf {B} }, il campo magnetico
{\displaystyle \mathbf {H} }, il campo magnetico ausiliario
{\displaystyle \mathbf {M} }, la magnetizzazione
{\displaystyle \varrho }, la densità di energia del campo elettromagnetico
{\displaystyle T_{ij}}, il tensore degli sforzi di Maxwell
{\displaystyle m}, la massa
{\displaystyle q}, la carica elettrica

### Non conservano
Alcune grandezze classiche che cambiano segno per inversione spaziale:
{\displaystyle \mathbf {x} }, la posizione di una particella nello spazio tridimensionale
{\displaystyle \mathbf {v} }, la velocità di una particella
{\displaystyle \mathbf {a} }, l'accelerazione di una particella
{\displaystyle \mathbf {p} }, il momento lineare di una particella
{\displaystyle \mathbf {F} }, la forza su una particella
{\displaystyle \mathbf {J} }, la densità di corrente elettrica
{\displaystyle \mathbf {E} }, il campo elettrico
{\displaystyle \mathbf {D} }, l'induzione elettrica
{\displaystyle \mathbf {P} }, la polarizzazione elettrica
{\displaystyle \mathbf {A} }, il potenziale magnetico
{\displaystyle \mathbf {S} }, il vettore di Poynting

## Parità in meccanica quantistica

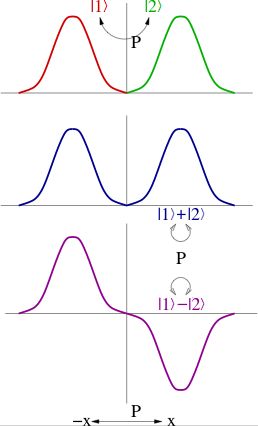
Una rappresentazione bidimensionale è data da una coppia di stati quantici che si scambiano di parità. Questo processo non è altro che una combinazione lineare degli stati, ognuno dei quali è pari o dispari. In sostanza, tutte le rappresentazioni irriducibili di parità sono monodimensionali.

In meccanica quantistica le trasformazioni spazio-tempo agiscono su uno stato quantico.
L'operatore parità P, è un operatore lineare agente su uno stato ψ tale che:
{\displaystyle \,\!\mathbf {P} ({\boldsymbol {\Psi }}(r))={\boldsymbol {\Psi }}(-r)}
Si deve avere {\displaystyle \,\!\mathbf {P} ^{2}{\boldsymbol {\Psi }}(r)=e^{i\phi }\;{\boldsymbol {\Psi }}(r)}, perché la fase generale di uno stato non è osservabile e l'operatore P2, che inverte due volte la parità di uno stato, lascia invariante lo spazio-tempo. È quindi una simmetria interna che ruota i suoi autovettori di una fase ei φ.  Se P2 è un elemento di un gruppo di simmetria continuo U(1), con fase di rotazione ei Q, allora e-i Q/2 fa parte di U(1) ed è anch'esso una simmetria.
In particolare possiamo definire
{\displaystyle \,\!\mathbf {P} '=\mathbf {P} \,e^{-i\,Q/2}}
che è ancora una simmetria e dunque siamo liberi di chiamare P' invece di P il nostro operatore di parità. Attenzione però che P'2=1 e cioè P' ha autovalori ±1.
Ad ogni modo, quando non esiste nessun gruppo di simmetria, le trasformazioni di parità hanno autovalori con fase diversa da ±1.

## Violazione della parità
Il Modello Standard include la violazione della parità esprimendo la forza debole come una interazione asimmetrica di scala. Solo particelle levogire e antiparticelle destrogire partecipano a tale interazione. Ciò implica che la parità non è simmetrica per il nostro universo, a meno che non esista una zona della materia oscura in cui la parità sia violata in maniera opposta.
La scoperta della violazione di parità fu suggerita diverse volte prima che ve ne fosse un'evidenza sperimentale. Ma una attenta analisi teorica del fenomeno si ebbe soltanto nei primi anni cinquanta da parte di Tsung-Dao Lee e Chen Ning Yang, due fisici di origine cinese allievi di Fermi all'Università di Chicago.
Essi mostrarono che mentre la conservazione della parità era stata verificata nei decadimenti per interazione forte o elettromagnetica, non era ancora provata nell'interazione debole.
Proposero quindi diversi possibili esperimenti di verifica, ma molti li ignorarono. Fu Chien-Shiung Wu la prima a compiere un esperimento che verificasse la violazione della parità causata dal decadimento beta. Wu aveva bisogno di apparecchiature criogeniche e tecnici, perciò l'esperimento si svolse al National Bureau of Standards. Così nell'inverno tra il 1956 e il 1957 Wu, insieme ai collaboratori E. Ambler, R. W. Hayward, D. D. Hoppes, e R. P. Hudson, effettuarono il cosiddetto esperimento di Wu, trovando una chiara violazione della parità nel decadimento beta del cobalto-60.
Mentre si compivano delle controprove sperimentali, Wu informò i suoi colleghi alla Columbia dei risultati ottenuti. Tre di loro, Richard Garwin, Leon Max Lederman, e R. Weinrich modificarono un ciclotrone che avevano in laboratorio, per verificare immediatamente lo stesso fenomeno. E in effetti notarono che se si inverte lo spin dei nuclei si inverte anche la direzione privilegiata di emissione degli elettroni.
Essi ritardarono la pubblicazione del loro risultato finché anche il team di Wu non fu pronto, e i due articoli apparvero uno dopo l'altro.
Dopo questi eventi, si scoprì che un esperimento del 1928 riportava in realtà una violazione della parità nei decadimenti deboli, ma poiché i concetti teorici utili a spiegarla non erano ancora stati elaborati, la scoperta rimase sconosciuta a gran parte della comunità scientifica.
La scoperta della violazione di parità spiegò immediatamente il cosiddetto puzzle τ–θ nella fisica del kaone.

### Parità intrinseca degli adroni
Ad ogni particella si può assegnare una parità intrinseca fin quando viene conservata.
Sebbene ciò non avvenga nelle interazioni deboli, si può ancora assegnare una parità ad ogni adrone esaminando la reazione di interazione forte che lo produce, oppure attraverso decadimenti che non coinvolgono la forza debole, come per esempio
π0 → γγ.
I bosoni vengono tradizionalmente suddivisi in base alla loro parità in: bosoni pseudoscalari, bosoni vettore e bosoni vettori assiali.

### L'esperimento di Garwin, Lederman e Weinrich
Quando Wu informò la Columbia University dei risultati che aveva ottenuto, nel gennaio del 1957, Lederman chiamò il collega Garwin e gli propose un esperimento per verificare la violazione della parità nel decadimento del mesone π. La sera stessa i due corsero nei laboratori dell'università e trovarono un ciclotrone sul quale uno studente, Weinrich, stava svolgendo la tesi. Così i due fisici iniziarono a smontare l'apparecchio per adattarlo all'idea che volevano realizzare.
È famoso il primo tentativo in cui per stringere i tempi si usarono strumenti di fortuna. Un barattolo di caffè reggeva un'asse di legno, sulla quale poggiava un cilindro di plastica ricavato da una bottiglia di succo d'arancia. Una lattina di Coca-Cola si trasformò in un contatore di elettroni; il tutto era tenuto insieme con del normalissimo scotch.
La prima prova, alle 2.00 del mattino, mostrò effettivamente la violazione di parità nel decadimento beta del Cobalto-60. Subito dopo, però, il cilindro di plastica, su cui erano avvolte delle spire metalliche per generare il campo magnetico, si fuse.
I due passarono tutta la notte a sistemare l'esperimento e alle 6.00 erano pronti a chiamare i colleghi per assistere al fenomeno.